# Quartu Sant'Elena
Quartu Sant'Elena (topónimo en italiano) o Cuartu Sant'Eleni (topónimo en sardo) es un municipio de Italia de 71.254 habitantes en la ciudad metropolitana de Cagliari, región de Cerdeña. Es la tercera ciudad en número de habitantes de Cerdeña, y uno de los municipios que componen el Área metropolitana de Cagliari.
Tiene 26 km de costa.
En las últimas décadas la localidad ha sufrido un rápido proceso de crecimiento urbanístico, demográfico y económico, aunque la actividad económica predominante continúa siendo la agropecuaria.
La plaza Azuni, nombrada en honor al jurista italiano Domenico Alberto Azuni, constituye el centro de la ciudad, que se desarrolla radialmente a partir de ella. En el centro se encuentra la iglesia medieval de Sant’Agata, y desde la plaza y a través de la avenida Marconi se llega a la iglesia parroquial de Sant’Elena, de estilo neoclásico, construida sobre los restos de una iglesia catalana más antigua del siglo XVI.
Otros lugares de interés son la iglesia de Santa Maria di Cepola, con una sola nave, y la iglesia de San Pietro del Ponte, de estilo pisano con un ábside de planta rectangular. Cerca del centro se encuentra el Museo etnográfico "Sa Domu de Farra", donde se exponen todos los detalles de la sociedad sarda rural y su actividad agrícola y ganadera.

## Historia
En el territorio del municipio se documentan numerosas evidencias de poblamiento humano durante la época nurágica. Probablemente también los fenicios se instalaron en el territorio, como evidencian los topónimos de Cepola y Geremeas (localidades dentro de Quartu), de derivación fenicia. La presencia púnica también se ha evidenciado con la presencia de cerámicas en los alrededores de la playa de "Is Mortorius".
Los romanos se instalaron, sin embargo, a pocos cientos de metros de Cepola; así los esclavos se encontraban lo suficientemente cerca de Cagliari como para ser controlados, pero lo suficientemente lejos como para no perturbar la vida de la ciudad. Estos esclavos trabajaban en el campo y en los estanques de Quartu y Molentargius para la extracción de sal. Alrededor de estos núcleos de población nacieron otras poblaciones, que dieron origen a las actuales ciudades de Quartu Sant'Elena y Quartucciu.
En el 20 d. C., 4.000 hebreos fueron deportados a Quartu Sant'Elena. En los siglos posteriores, como en el resto de Cerdeña, el poblado fue objeto de invasiones lombardas, vándalas, bizantinas y pisanas.

### Origen del nombre
El nombre original del municipio deriva de la expresión en latín Quarto ab urbe lapide, que hace referencia a las cuatro millas que separan a la ciudad de Cagliari. Hasta hace poco tiempo todavía se conservaba la piedra miliar de la época romana.
En 1327 los poblados de Quarto Domino, Quarto Josso y Cepola se fusionaron en un único territorio, con el nombre de Quarto. El 14 de septiembre de 1826 pasó a denominarse Quarto Sant'Elena, con motivo de la santa patrona de la ciudad, y en 1862 se transformó en su forma actual, Quartu Sant'Elena.

## Escudo y bandera

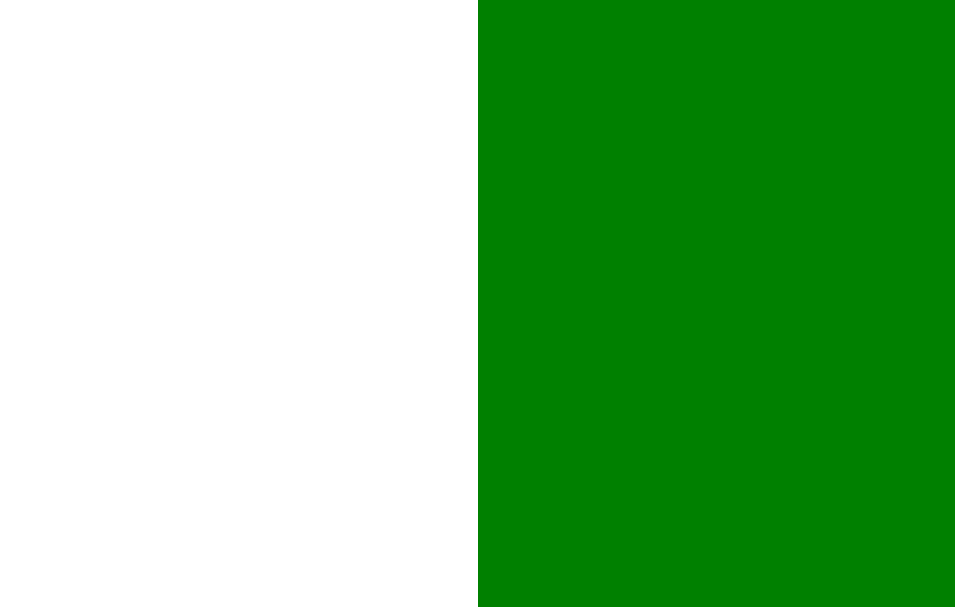
Bandera de Quartu Sant'Elena.

Escudo de armas de la ciudad.

El escudo de armas del municipio de Quartu Sant'Elena es un escudo de color rojo con dos espadas cruzadas sobre una piedra militar de color verde con el número IV en numeración romana. Debajo del escudo se encuentra una rama de olivo en el lado izquierdo y una rama de roble a la derecha, unidos por una cinta tricolor. La corona de la ciudad, sobre el escudo, completa el escudo de armas. Hasta el año 2001, el escudo era de color blanco y verde.
El confalón es una tela blanca y verde, con bordados dorados, que incluye el escudo de armas y el nombre del municipio en su parte superior. La bandera presenta los mismos colores que el confalón.

## Economía
Tradicionalmente, las actividades económicas principales del municipio han sido la agricultura, la artesanía, y la extracción en las minas de sal.

## Lugares de interés

### Iglesia de Sant'Agata

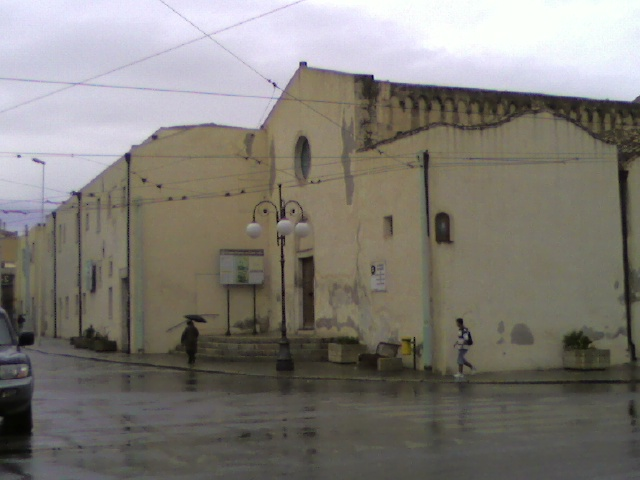
Iglesia de Sant'Agata.

La iglesia de Sant'Agata está ubicada en la plaza Azuni, en el centro de la localidad, junto del antiguo convento capuchino. Fue construida por primera vez en el siglo XII, con estilo románico, a voluntad del obispo de Cagliari. Sin embargo, fue destruida por motivos desconocidos, y entre 1280 y 1300 se volvió a construir sobre los antiguos cimientos. En 1291 el Papa Nicolás IV visitó la iglesia.
Posteriormente la iglesia cayó en el abandono, como bien atestiguan los documentos de la visita pastoral que realizó el obispo de Cagliari en 1599. En 1631 la iglesia y los territorios colindantes fueron cedidos a los Padres Capuchinos, quienes la renombraron "iglesia de San Francisco", hicieron diversas modificaciones para darle aspecto de iglesia capuchina, y mandaron construir un convento en sus proximidades. En 1800, y con motivo de la Ley Siccardi, las propiedades capuchinas fueron expropiadas por el Estado y cedidas al municipio. En 1985 la iglesia recupera su antiguo nombre, y actualmente se encuentra bajo la administración de la parroquia de Sant'Elena.
Es de estilo gótico catalán. Tiene una fachada rematada a dos aguas, y en su centro se encuentra el portón rectangular. Sobre el portón se halla un frontón semicircular. En la parte frontal de la iglesia se ubica una espadaña. El interior es de una sola nave. A la derecha se hallan tres capillas y la sacristía, y a la izquierda se puede acceder al convento.

### Iglesia de Santa Maria di Cepola
Está ubicada en el barrio de Cepola. Fue construida en el siglo XI, aunque probablemente sobre las ruinas de una iglesia paleocristiana anterior. En 1089 un juez de Cagliari se la cedió al abad de San Víctor. Debido al abandono, en los siglos subsiguientes la iglesia fue objeto de múltiples reformas y modificaciones, que no respetaron el estilo original. En el siglo XII fue reconstruida parcialmente, período en el que era denominada "Iglesia de la Concepción". En 1341 dejó de formar parte de las propiedades de San Víctor.
Tiene una planta rectangular con una sola nave, que termina con un ábside semicircular. El techo de la nave es de madera, y fue construido en dos épocas diferentes. La fachada presenta una espadaña de construcción relativamente reciente, y algunos encajes que se añadieron con posterioridad, algo común en el estilo gótico catalán altamente extendido en el municipio en aquella época. La decoración de la iglesia es escasa y simple: un cuadro de la Virgen María situado en el altar, estatuas de la Virgen María, San Esteban y San Anastasia, y una pila de agua bendita en forma de cabeza humana del siglo XVII.

### Iglesia de San Benedetto

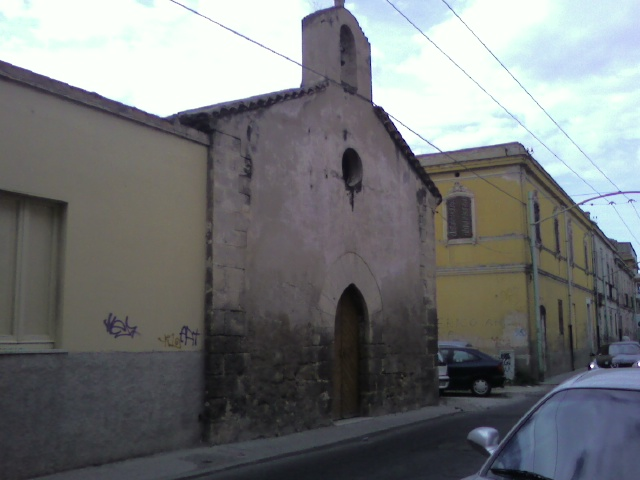
Fachada de la iglesia de San Benedetto.

Ubicada en la Calle Marconi, esta iglesia de estilo gótico catalán fue construida con piedra y argamasa por obreros locales a finales del siglo XIV, aunque los primeros documentos sobre la iglesia datan de 1599. En 1761 la iglesia fue decorada con motivo de la visita pastoral del obispo de Cagliari. A comienzos del siglo XX fue profanada y utilizada con fines militares. Actualmente se encuentra bajo la administración de la parroquia de Sant'Elena.
Presenta una nave central que termina en un ábside semicircular con un arco de medio punto. Sobre la fachada sobresale una espadaña, cuya campana está datada del año 1717. En el lado derecho de la fachada se encuentran dos portones con arco apuntado. Dos rosetones, uno en la fachada y otro en la pared opuesta, permiten el paso de la luz al interior de la iglesia. Los elementos de decoración más importantes son las estatuas de San Benito y Santa Escolástica, el púlpito y el parapeto, todos ellos de finales del siglo XIX.
En la actualidad la iglesia permanece abierta al culto el 11 de julio con motivo de la celebración de San Benito, así como en los meses de mayo y octubre, para rezar el rosario a la Virgen María.

### Iglesia de Sant'Efisio

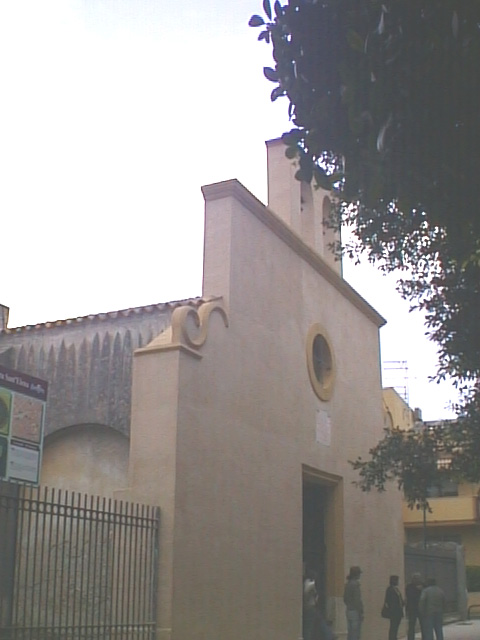
Iglesia de Sant'Efisio.

La iglesia se construyó entre 1728 y 1729, e inicialmente fue dedicada a San Efisio y San Sebastián. Los gastos de construcción fueron financiados por el legado de Maria Piras, miembro de la nobleza de la localidad, tras su muerte. Tras varias décadas de semiabandono, fue reconstruida gracias a los fondos aportados por el municipio y a las donaciones de la nueva hermandad de Sant'Efisio.
La iglesia es de estilo barroco. Sobre su fachada de gran simpleza se halla una espadaña con dos arcos. El portón es cuadrado y sobre él se halla un rosetón, a través del cual la luz penetra en la iglesia. El templo tiene una sola nave de arco fajón con tres intradós de medio punto, uno de los cuales separa la nave del presbiterio.
A la derecha de la iglesia se encuentra la sacristía, adornada con un medallón con el símbolo del santo y una espiga (spiga en italiano), que representa a la familia de Maria Piras. De hecho, "Spiga" era el apellido del marido. A la izquierda se halla la sala de la hermandad de Sant'Efisio.
Los elementos decorativos más abundantes son las estatuas. Algunas fueron talladas por escultores locales, mientras que otras fueron encargadas a la escuela napolitana. En el interior del presbiterio se encuentra la estatua del santo de la iglesia.

### Iglesia de Sant'Andrea

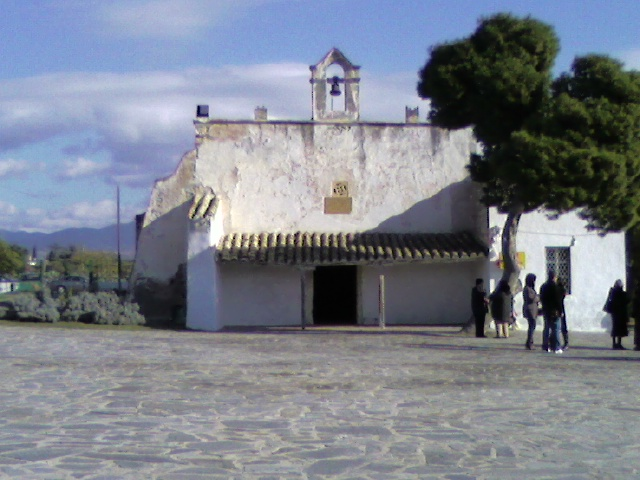
Iglesia de Sant'Andrea.

La iglesia de Sant'Andrea está ubicada en la frazione homónima, en la calle Leonardo da Vinci, en el centro del parque Andrea Parodi.
Fue construida en el siglo XV, probablemente sobre un antiguo templo romano. Desde el siglo XVI la iglesia fue objeto de saqueos piratas, hasta tal punto que en 1621 el virrey prohibió el peregrinaje. En el siglo XVII la iglesia fue restaurada. En 1793 las tropas francesas desembarcaron en Quartu Sant'Elena y utilizaron la iglesia como fuerte. Ha sido restaurada recientemente.
Es de estilo gótico catalán. La fachada posee una pequeña espadaña y un rosetón por el cual penetra la luz. A los lados de la iglesia se encuentran presentes tres contrafuertes. En el lado derecho se halla la despensa y la sacristía.
El interior de la iglesia es de una sola nave. En el templo se encuentran presentes algunos elementos de la época romana, como una base de columna que presenta un capitel corintio. Otros elementos decorativos importantes son las estatuas de madera de San Andrea, San Juan Bautista y San Antonio de Padua.
Las celebraciones litúrgicas más importantes que se llevan a cabo en la iglesia ocurren en diciembre, con motivo de San Andrea, el 24 de junio, y el último domingo de julio con motivo de la fiesta de San Juan.

## Evolución demográfica
Debido a su localización litoral y cercana a Cagliari, Quartu ha sufrido un importante crecimiento urbanístico y demográfico, y en unos cuantos decenios ha cuadriplicado su población, transformándose desde un pequeño pueblo rural hasta la tercera ciudad más habitada de la isla actualmente, sólo superada por Cagliari y Sassari.
| Gráfica de evolución demográfica de Quartu Sant'Elena entre 1861 y 2001 |
|                                                                         |
| Fuente ISTAT - Elaboración gráfica de Wikipedia                         |